# Bartholomäus Zeitblom
Bartholomäus Zeitblom (* kolem 1455, Nördlingen – kolem 1518, Ulm) byl německý gotický malíř, jeden z hlavních mistrů Ulmské školy, kde je doložen v letech 1482-1518.

## Život
Bartholomäus Zeitblom nejprve pracoval v Nördlingenu a byl poprvé ženatý s dcerou tamějšího malíře Friedricha Herlina. Od roku 1482 byl občanem Ulmu a oženil se podruhé s dcerou malíře Hanse Schüchlina, v jehož dílně se vyučil. Schüchlin pocházel rovněž z Nördlingenu a v Ulmu byl hlavou cechu sv. Lukáše. Patrně největším dílem, na kterém se Zeitblom podílel v Schüchlinově dílně, byly obrazy na oltáři z kláštera Blaubeuren. Po dokončení oltáře si Zeitblom zřídil vlastní dílnu v Pfaufengasse 3. Kolem roku 1500 už byl nejvyhledávanějším ulmským malířem oltářních obrazů.
V jeho dílně se vyučil Hans Maler zu Schwaz. Je pravděpodobné, že Bartholomäus Zeitblom podlehl epidemii moru (1519), protože jeho žena je uváděna roku 1522 jako vdova.

## Dílo

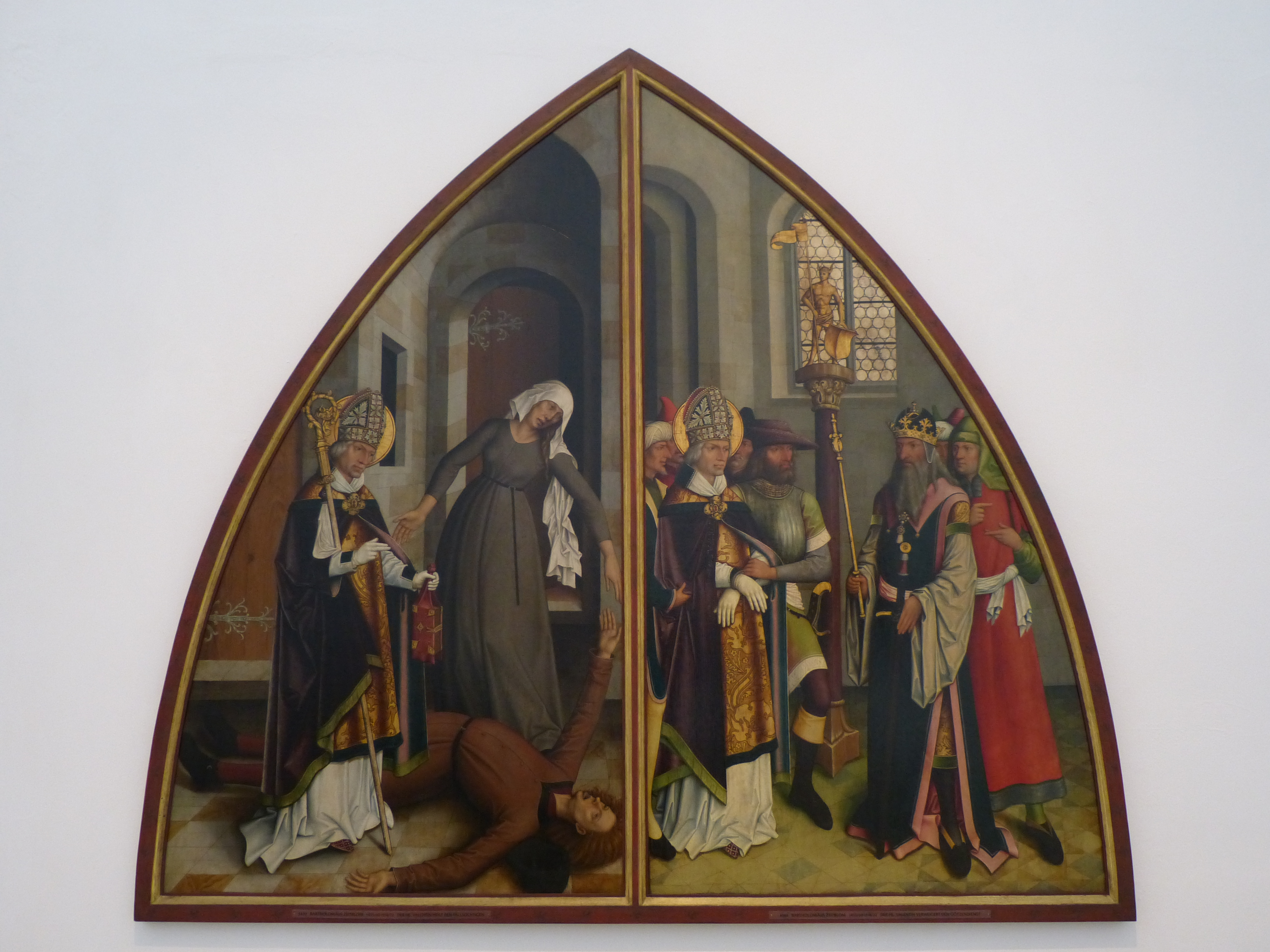
Bartholomäus Zeitblom, scény z legendy o sv. Valentinu
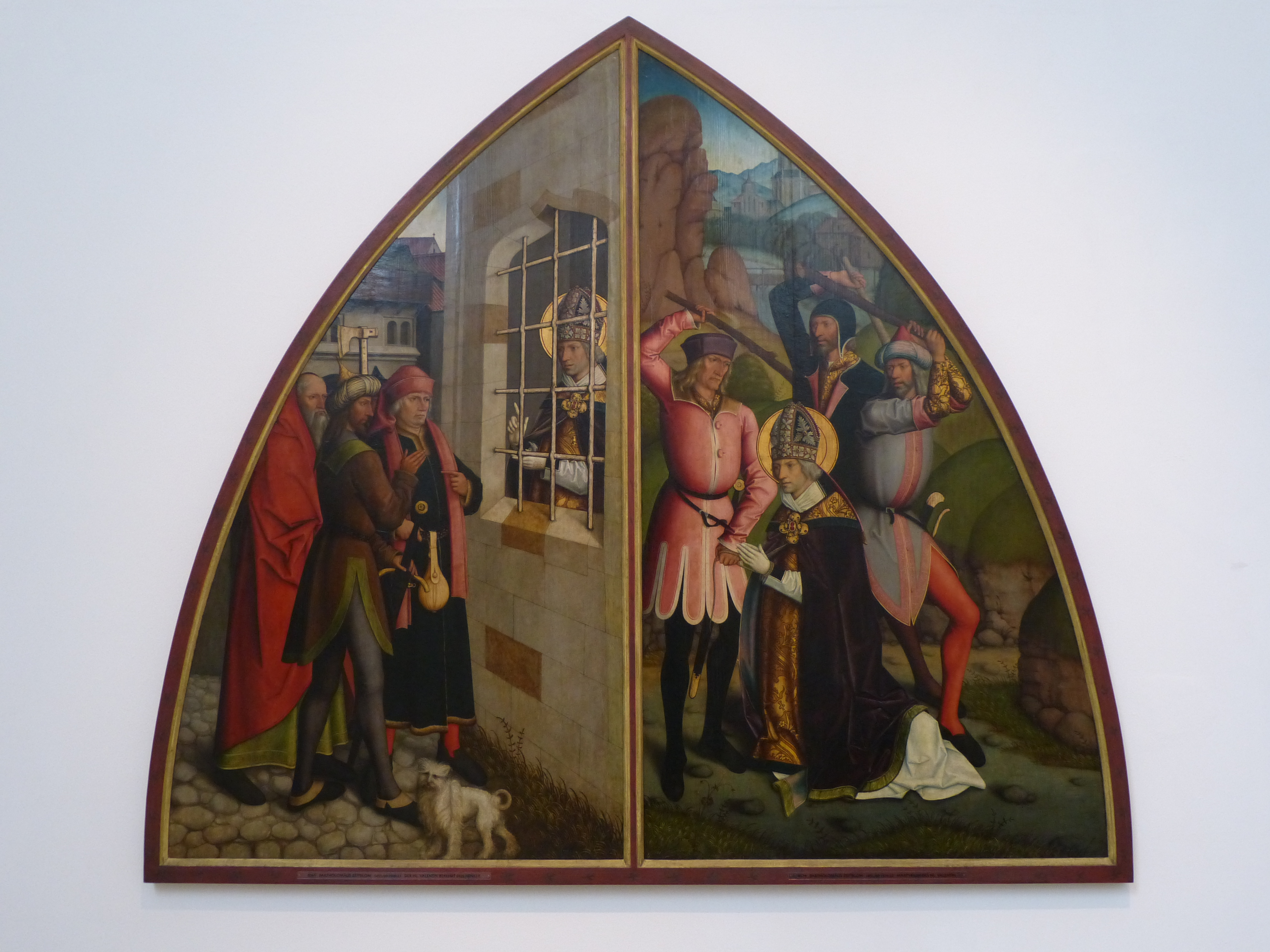
Bartholomäus Zeitblom, scény z legendy o sv. Valentinu

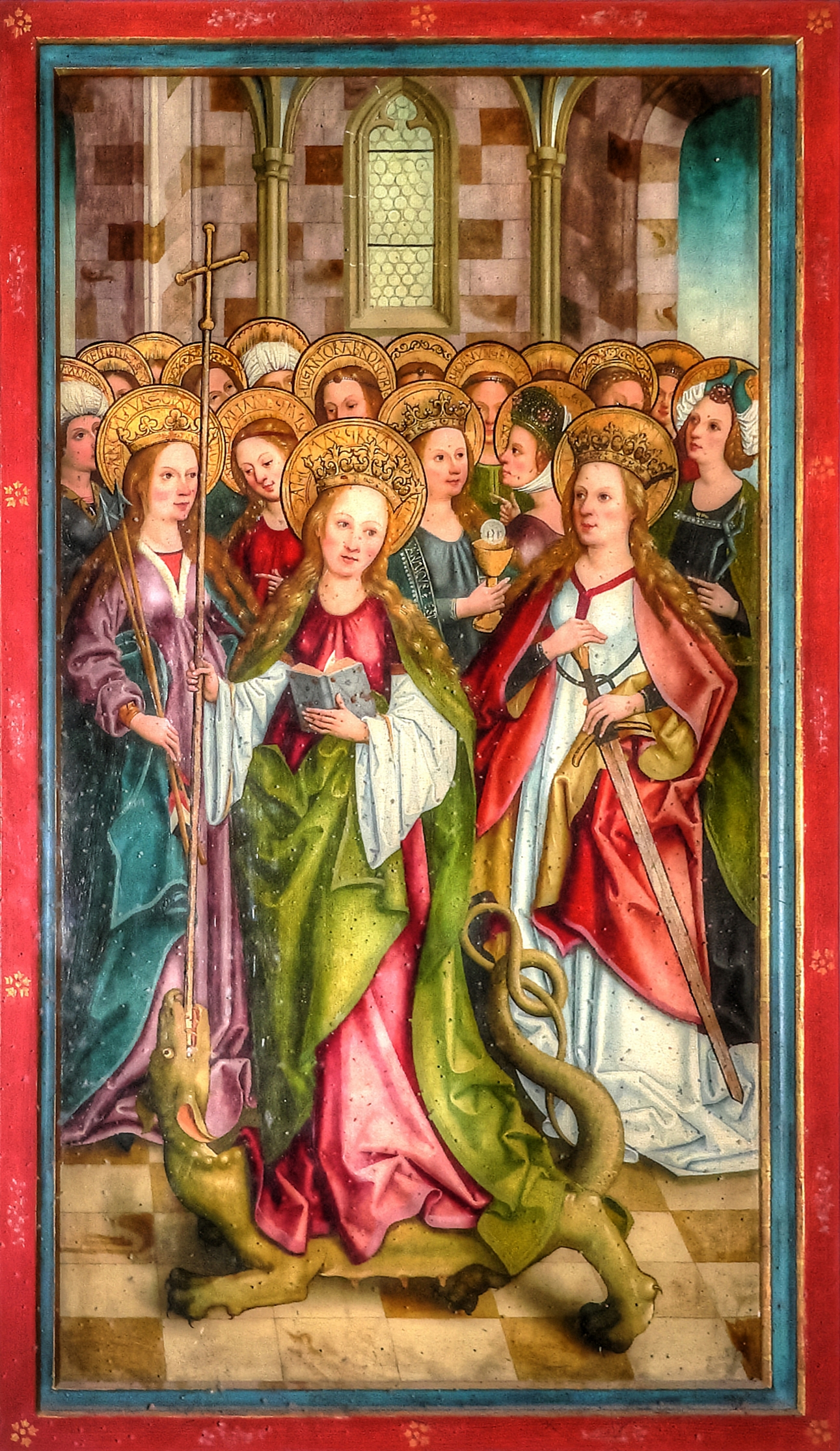
Oltář, Neithartkapelle, Katedrála Ulm

- křídla hlavního oltáře kláštera v Blaubeuren s pašijiovými ascénami a scénami ze života sv. Jana Křtitele a Adelbergu
- oltářní triptych z kostela Wengenkirche v Ulmu, později v Neithartkapelle v Ulmské katedrále
- vnější křídla oltáře z kostela Wengenkirche byla v 19. století ze sbírky konzervátora Carl Julius Milde převedena do Muzea sv. Anny (St.-Annen-Museum), Lübeck
- Čtyři scény z legendy o sv. Valentinu, dnes Staatsgalerie Altdeutsche Meister, Augsburg
- Svatý Florian a Svatá Markéta, vnější křídla, Kilchberger Altars, dnes Staatsgalerie Stuttgart
- Zvěstování a Navštívení Panny Marie, vnitřní křídla, Eschacher Altars, dnes Staatsgalerie Stuttgart
- Narození a prezentace v chrámu, vnitřní křídla, Heerberger Altars, dnes Staatsgalerie Stuttgart
- Kristus a Dvanáct apoštolů, predella Heerberger Altars, dnes Staatsgalerie Stuttgart
- 4 panely oltáře z kostela v Hürbel (Gutenzell-Hürbel) v okrese Biberach: Sv. Kateřina (116,5x44 cm), Zvěstování - Panna Marie (117x48,7 cm), Zvěstování - Archanděl Gabriel (117x48,7 cm), Sv. Barbora (121,5x40 cm), nyní v Národním muzeu umění Rumunska, Bukurešť
- Pieta, Germanisches Nationalmuseum, Norimberk
- Rouška sv. Veroniky, Alte Nationalgalerie, Berlín
- Svatá Voršila, Alte Pinakotek, Mnichov
- oltář se Zvěstováním, Louvre, Paříž